# Iker Unzueta
Iker Unzueta Arregui (Abadiño, Vizcaya, 4 de agosto de 1998) es un futbolista español que juega como delantero en el C. D. Lugo de la Primera Federación.

## Trayectoria
Iker es un jugador formado en el club de su localidad natal, el Abadiño KE. En 2017 firmó por el filial de la Cultural de Durango, aunque en diciembre debutó con el primer equipo en Tercera División y acabó logrando el ascenso a Segunda B. En su primera campaña en la categoría de bronce, disputó diecisiete partidos. En la temporada 2019-20, de vuelta en Tercera División, materializó siete dianas hasta que se suspendió el campeonato por la pandemia.
De cara a la temporada 2020-21, firmó por la S. D. Amorebieta de la Segunda División B. El 22 de mayo de 2021 logró el ascenso a Segunda División, tras vencer en la final del play-off de ascenso al Club Deportivo Badajoz en el Nuevo Vivero, por cero goles a uno. Además fue el máximo goleador de la plantilla con seis tantos.
Disputó 24 partidos en la categoría de plata durante la campaña 2021-22. De cara a la siguiente, tras no haber conseguido la permanencia, se marchó a la S. D. Logroñés. Anotó doce goles y fue el máximo goleador del equipo en la Primera Federación.
El 3 de junio de 2023 firmó por el F. C. Vizela con el que iba a competir en la Primeira Liga. A mitad de temporada regresó a la S. D. Amorebieta como cedido. Tras esta cesión llegó a un acuerdo para rescindir su contrato.
El 28 de agosto de 2024 firmó por la S. D. Huesca, entonces equipo de la Segunda División, por dos temporadas. En la primera de ellas marcó dos goles en los 28 partidos que jugó y el 12 de agosto de 2025 el club decidió dar por finalizado su contrato. Ese mismo día se unió al C. D. Lugo.

## Clubes
| Club                      | País     | Año       |
| ------------------------- | -------- | --------- |
| Cultural de Durango       | España   | 2017-2020 |
| S. D. Amorebieta          | España   | 2020-2022 |
| S. D. Logroñés            | España   | 2022-2023 |
| F. C. Vizela              | Portugal | 2023-2024 |
| S. D. Amorebieta (cedido) | España   | 2024      |
| S. D. Huesca              | España   | 2024-2025 |
| C. D. Lugo                | España   | 2025-     |